# 크림 칸국과 노가이 칸국의 동유럽 침공
1441년부터 1774년까지 크림 칸국과 노가이 칸국은 주로 러시아와 폴란드-리투아니아가 지배하는 영토 전역에서 노예 약탈을 자행했다. 동유럽에 집중되었으나 캅카스와 중앙유럽 일부 지역까지 확장된 이 약탈은 종종 오스만 제국의 지원을 받았으며, 유럽 남성, 여성, 어린이를 무슬림 세계로 운송하여 크림반도 노예 무역과 오스만 노예 무역의 일환으로 시장에서 팔려나갔다. 크림인과 노가이인에 의한 수많은 침략 과정에서 사람들의 정기적인 납치는 동유럽의 인적 및 경제적 자원을 크게 고갈시켰고, 이는 반군사화된 카자크의 출현에 중요한 역할을 했다. 카자크는 약탈자들과 그들의 오스만 후원자들에 대한 보복 캠페인을 조직했다.
크림반도에 있는 교역소는 이전에 제노바인과 베네치아인에 의해 초기 서유럽 노예 경로를 촉진하기 위해 설립되었다. 크림-노가이 약탈은 주로 흑해에서 북쪽으로 약 800 킬로미터 (500 mi) 뻗어 있으며 현재 우크라이나 남동부와 러시아 남서부 인구의 대부분을 차지하는 폰토스-카스피 스텝의 "야만 지대"를 목표로 삼았다.
약탈의 영향을 받은 유럽인의 총수는 다양하다. 폴란드 역사가 보흐단 바라노프스키는 폴란드-리투아니아가 1474년부터 1694년까지 연간 평균 20,000명, 최대 100만 명의 인구를 잃었다고 추정했다. 우크라이나계 미국인 역사가 미하일 호다르코프스키는 17세기 전반기에 러시아가 통제하는 지역에서 15만 명에서 20만 명의 사람들이 납치되었다고 추정한다.
첫 번째 대규모 약탈은 1468년에 발생했으며 폴란드 남동부를 겨냥했다. 마지막 대규모 약탈은 1717년에 발생했으며 헝가리를 겨냥했다. 1769년에 타타르인은 마지막으로 중요한 약탈을 감행하여 러시아-튀르크 전쟁 (1768년-1774년) 중 20,000명의 노예를 포획했는데, 이 전쟁은 오스만 제국이 현재 남우크라이나 지역의 영토를 할양하면서 끝났고, 이어서 1783년 러시아 제국의 크림 칸국 합병이 뒤따랐다. 같은 해, 러시아는 쿠반 노가이 봉기를 진압하여 노예 약탈을 종식시키고 크림반도와 노가이 영토의 식민화를 시작했다.

## 전조

### 지리와 풍경
남부 유라시아 스텝은 평평하며, 카잔, 크림반도, 아스트라한과 같은 도시 중심지에 기반을 둔 사회조차 대부분 유목적이거나 반유목적이었다.
유목 민족의 이동성 때문에 광활한 개방 지형에서는 전쟁과 노예 무역이 교역보다 더 수익성이 높았다. 게다가 러시아가 동부 및 남부 국경에서 마주친 분산되고 분열된 세력들은 전쟁을 위해 조직되었기 때문에 동슬라브 지역은 수많은 잠재적 침략자들과의 끊임없는 전쟁 상태에 있었다. 주로 창, 활, 사브르로 무장한 약탈자들은 산맥과 같은 자연적인 장애물 없이 개방된 스텝 지형을 수백 마일 이동할 수 있었고, 거의 경고 없이 마을을 공격한 다음 포로들과 함께 떠났다. 가볍게 이동하고 말을 탄 타타르인들의 주된 관심사는 말에게 충분한 사료를 찾는 것이었다. 강력한 군대가 있든 없든 정착 농경 사회는 매우 이동성이 높은 약탈자들의 쉬운 먹이였다.
스텝의 광활한 개방 지형에서의 안보는 늘 불안정하고 끊임없이 위험했다. 18세기 중반에도 남부 국경의 안보가 강화되었음에도 불구하고, 그곳의 러시아 농민들은 계속해서 완전히 무장한 채 농사를 지었고, 종종 카자크와 겉모습으로는 구별하기 어려웠다.

### 경제적 유인
대부분의 약탈은 오늘날의 러시아와 우크라이나 영토, 즉 이전에 모스크바 대공국과 리투아니아 대공국 사이에 나뉘어 있던 지역에 집중되었지만, 일부는 몰다비아 공국과 체르케스 (북캅카스)에도 발생했다.
약탈의 주된 경제적 목표는 전리품이었는데, 일부는 물질적 재물이었지만 대부분은 사람이었다. 이 인간 상품들은 주로 오스만 제국으로 팔려나갔지만, 일부는 크림반도에 남았다. 노예와 해방된 노예는 크림반도 인구의 약 75%를 차지했다. 브리태니커 백과사전에 따르면, "크림인들이 시장에서 노예 한 명을 팔 때마다 약탈 중에 몇 명을 즉사시켰고, 노예 시장으로 가는 도중에 몇 명 더 죽었다는 사실이 알려져 있다." 주요 노예 시장은 카페로, 1475년 이후 오스만 제국에 속한 크림반도의 해안 지역의 일부가 되었다. 1570년대에는 연간 약 20,000명의 노예가 카페에서 판매되었다.

### 정치적 환경

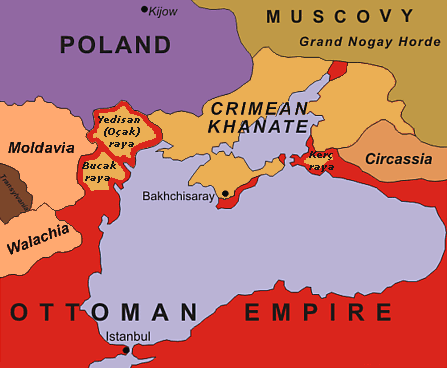
17세기 초 크림 칸국. 폴란드와 특히 모스크바로 표시된 지역은 주장된 영토이지 실제 통치된 영토가 아니었으며 인구 밀도가 낮았음에 유의하라.

크림 칸국은 1441년에 킵차크 칸국에서 분리되었다. 1502년에 킵차크 칸국이 멸망하면서 크림반도와 북부 이웃 국가들 사이의 완충 지대가 사라졌다. 칸들은 리투아니아와 모스크바 사이의 갈등을 이용하여 때로는 한쪽과 동맹을 맺고, 때로는 다른 쪽과 동맹을 맺어 한쪽과의 동맹을 다른 쪽을 공격하는 구실로 삼았다. 1500년에서 1506년 사이의 러시아-리투아니아 전쟁 동안 크림인들은 러시아와 동맹을 맺고 리투아니아 깊숙이 침투했다. 그러나 관계는 곧 악화되었다. 1507년부터 모스크바에 대한 거의 끊임없는 약탈이 시작되었다.
데블렛 1세 기라이는 1571년 캠페인 동안 모스크바를 불태웠다. 동시대인들은 1571년 타타르 침략의 희생자가 최대 80,000명에 달하고, 150,000명의 러시아인이 포로로 잡혔다고 기록했다. 이반 4세는 크림 칸국 군대가 모스크바에 접근하고 있다는 것을 알고 오프리치니크들과 함께 모스크바에서 콜롬나로 도주했다.
모스크바가 불탄 후, 오스만 제국의 지원을 받은 데블렛 기라이 칸은 1572년에 다시 러시아를 침공했다. 그러나 이번에는 타타르와 튀르크 연합군이 몰로디 전투에서 격퇴되었다. 7월에서 8월 사이에 120,000명에 달하는 타타르 군대는 미하일 보로틴스키와 드미트리 흐보로스티닌 공이 이끄는 러시아군에게도 패배했다.
1620년에 타타르인들은 체초라 전투에 참전하여 튀르크족이 폴란드-리투아니아인에 대한 압도적인 승리를 거두는 데 크게 기여했다. 1672년에 셀림 1세 기라이 칸은 폴란드-오스만 전쟁 (1672년-1676년) 동안 오스만 군대에 합류하도록 배정되었으며, 그는 바르 정복에 성공했다.

## 약탈과 갈등

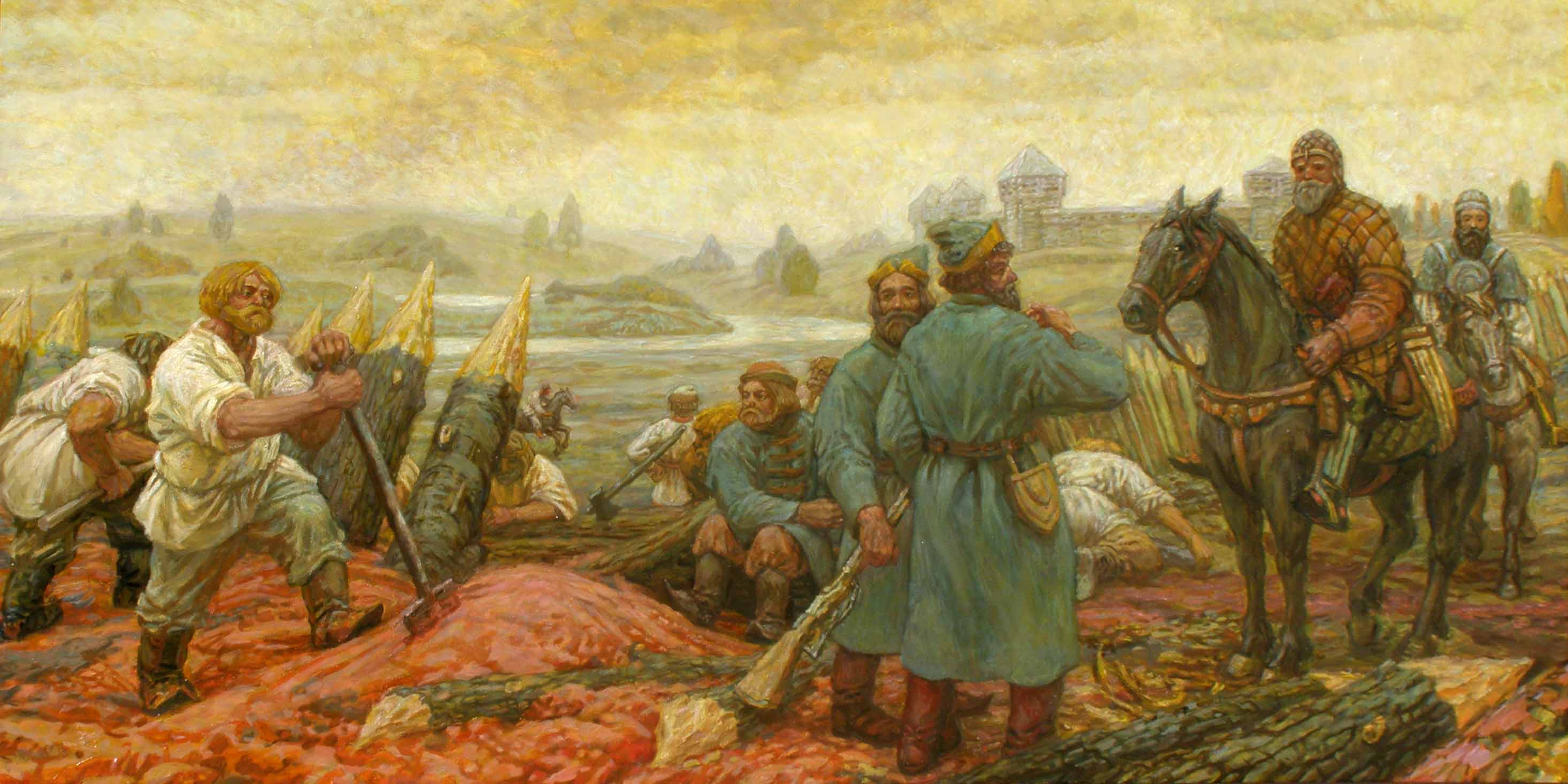
막스 프레스냐코프(2010)의 대 아바티스 국경 묘사. 이 요새선은 무라프스키 길을 따라 빠르게 이동하며 국가의 남부 지방을 황폐화시킨 크림인과 노가이인으로부터 러시아의 신민을 보호하기 위해 건설되었다.

### 전쟁의 무대
이 시기 초기에, 거의 700마일에 달하는 인구 밀도가 낮은 초원, 즉 소위 야만 지대가 크림 칸국과 모스크바 대공국을 분리시켰다. 모스크바에서 남쪽으로 40마일 떨어진 오카강은 도시의 주요 방어선이자 최북단 방어선이었으며, 베레고바야 슬루즈바("강둑 서비스")가 방어했다. 이 경비병들은 훨씬 남쪽에 벨고로드 선이 건설된 후에도 그곳에 남아 있었다. 그들은 남쪽 요새가 대규모 공격을 받았을 때조차도 그 방향으로 오카강을 거의 건너지 않았다.
세 가지 주요 경로, 즉 "트레일"이라고 불리는 길들이 모스크바와 크림반도 사이의 지형을 가로질렀다. 강을 건너는 필요성을 최소화하기 위해 트레일은 일반적으로 강 사이의 높은 지대를 따랐다.

### 크림반도와 오스만 시장에서의 노예 제도
1475년 이후 오스만 제국에 속했던 카페는 크림반도의 주요 노예 시장이었다. 대포와 강력한 예니체리 수비대가 도시를 보호했다. 크림반도의 카라수바자르, 투즐레리, 바흐치사라이 및 하즐레베도 노예를 팔았다. 노예 상인들은 튀르크인, 아랍인, 그리스인, 아르메니아인, 유대인이었으며, 크림 칸과 튀르크 파샤 모두 그 권리에 대한 대가로 그들에게 세금을 부과했다. 카페에는 때때로 30,000명에 달하는 노예가 있었는데, 대부분은 모스크바와 폴란드-리투아니아의 남동부 지역 출신이었다. 합스부르크 외교관이자 신성 로마 제국의 모스크바 대사였던 지기스문트 폰 헤르베르슈타인은 "노쇠하거나 병든 자들은 판매량이 많지 않으므로 타타르 청년들에게 넘겨져 돌로 맞거나 바다에 던져지거나 그들이 원하는 어떤 방식으로든 죽임을 당한다"고 썼다. 1630년에 리투아니아인 미칼로 리투아누스는 다음과 같이 썼다.
이 불행한 사람들 [슬라브 노예들] 중에는 강한 자들이 많습니다. 그들 [타타르인]이 아직 거세하지 않았다면, 그들은 그들의 귀와 콧구멍을 자르고, 불타는 쇠로 뺨과 이마를 지지고, 낮 동안에는 사슬과 족쇄를 차고 일하게 하고, 밤에는 감옥에 앉게 했습니다. 그들은 개도 먹지 않을 썩고 벌레가 가득한 죽은 동물의 고기로 이루어진 미미한 음식으로 연명합니다. 가장 어린 여자들은 방탕한 즐거움을 위해 잡혀 있습니다.

앨런 W. 피셔는 노예들의 운명을 다음과 같이 묘사한다.
"[포로들의] 첫 번째 시련은 크림반도로 향하는 긴 행진이었다. 종종 사슬에 묶인 채 항상 걸어서 이동했으며, 많은 포로들이 도중에 죽었다. 여러 차례 타타르 약탈대가 보복을 두려워하거나, 17세기에는 코자크 무리가 포로들을 해방시키려는 시도를 했기 때문에, 행진은 서둘러 진행되었다. 병들거나 부상당한 포로들은 행렬을 늦추게 하는 것보다 죽임을 당하는 경우가 많았다. 16세기 중반에 갈리치아에서 포로 행진을 목격한 오스만 여행자는 그들이 목적지인 케페 노예 시장에 도달하는 것이 놀랍다고 말했다. 그는 그들의 대우가 너무 나빠서 사망률이 자신과 같은 잠재적 구매자들의 손이 닿지 않는 수준으로 가격을 불필요하게 올릴 것이라고 불평했다. 폴란드 속담에는 이런 말이 있다: "타르타리(크림반도)로 가는 길에 포로가 되는 것보다 관에 눕는 것이 훨씬 낫다."

우크라이나계 캐나다인 역사가 오레스트 수브텔니에 따르면, "1450년부터 1586년까지 86건의 약탈이 기록되었고, 1600년부터 1647년까지 70건이 기록되었다. 단일 약탈로 잡힌 포로 수가 3만 명에 달한다는 추정치도 있지만, 평균 수치는 3천 명에 더 가까웠다... 포딜리야에서만 1578년부터 1583년 사이에 전체 마을의 약 3분의 1이 황폐화되거나 버려졌다."

### 유럽인의 인적 손실
동유럽에서 발생한 약탈로 인한 인적 손실은 상당했다. 부분적인 통계와 단편적인 추정에 따르면, 1468년부터 1694년까지 약 200만 명의 러시아인, 우크라이나인, 폴란드인이 크림 타타르인에게 노예로 잡혀갔다. 17세기 전반기에만 모스크바 공국 영토에서 15만에서 20만 명이 노예로 잡혀간 것으로 추정된다. 이 수치는 공격 중 사망한 사람들은 포함하지 않는다.
가장 많은 노예 포획은 드니프로, 포딜리야, 볼히니아, 갈리치아 지역에서 발생했으며, 1500년에서 1644년 사이에 이 지역에서 100만 명 이상이 끌려갔다. 17세기 후반에는 이 지역에서 타타르족이 참전한 수많은 전쟁이 있었는데, 이는 이 시기에 야시르(포로)의 수가 매우 많았음을 시사한다. 예를 들어, 1676년에는 볼히니아, 포딜리야, 갈리치아에서 4만 명이 끌려갔다. 일부 추정에 따르면, 1500년에서 1700년 사이에 폴란드-리투아니아 영토에서 납치된 포로의 총수는 100만 명에 달할 수 있었고, 그 중 적어도 절반은 폴란드인이었을 수 있다.
18세기 표트르 1세의 아조프 원정 이후, 약탈은 규모가 작아졌고 주로 드니프로 지역, 아조프 지역, 돈강에서 타타르인과 카자크 모두 양방향으로 수행되었다.

## 같이 보기
- 코자크 약탈
- 바르바리 노예 무역
  - 튀르크 납치
- 오스만 제국의 노예 제도
- 카자흐 칸국 § 러시아 정착촌에 대한 노예 무역
- 몽골 및 타타르의 유럽 침공 목록
- 이슬람 세계의 노예 제도

## 내용주
1. ↑  Russia underwent a series of political changes in the period of the raids. The Grand Duchy of Moscow overthrew Turco-Mongol lordship, and expanded into the Tsardom of Russia in 1547. From 1721, following the reforms of Peter the Great, it was the Russian Empire.
2. ↑  Poland and Lithuania were in personal union after 1385. In 1569, Poland and Lithuania formed the Polish–Lithuanian Commonwealth.
3. ↑  A slightly different account of the three trails is given in the Muravsky Trail article

## 참고 문헌
- Davies, Brian (2014). 《Warfare, State and Society on the Black Sea Steppe, 1500–1700》. Routledge. ISBN 978-1134552832. OCLC 878862541.
- Khodarkovsky, Mikhail (2002). 《Russia's Steppe Frontier: The Making of a Colonial Empire, 1500-1800》. Indiana University Press. ISBN 9780253217707. OCLC 838191905.